# John Noble Lennox Morrison
Pour les articles homonymes, voir Morrison.
John Noble Lennox Morrison (John N.L. Morrison), né le 14 juillet 1943 à Hexham, est un officier de renseignement du Royaume-Uni qui fut de 1967 à 1999 en service actif.

## Carrière
Entré au Defense Intelligence Staff, le service de renseignement militaire des forces armées britanniques, en 1967 en tant qu'analyste. Il occupa plusieurs postes à responsabilité au sein du DIS et finit sa carrière en 1999, après avoir passé quatre ans comme adjoint du directeur du DIS et à la tête du service d'analyse et secrétaire du Joint Intelligence Committee.
Après sa carrière au DIS, il travaillera a la Intelligence and Security Committee, une commission indépendante parlementaire de contrôle de l'activité des services secrets, et ce jusque 2004 où il quittera alors son poste à la suite de ses apparitions dans l'émission télévisée Panorama. 
En 2008, il travaille au Brunel Centre for Intelligence and Security Studies de la Brunel University de West London.

## Apparition publique
Depuis sa retraite, il intervient dans plusieurs émissions de radio et de télévision tel Panorama, Today, The Politics Show, Newsnight and The Conspiracy File.
Le 15 octobre 2008, dans une conférence intitulée The Craft of Intelligence Analysis: Secrets, Assessments, Prophecies, Delusions and Damned Lies a l'Université du Kent, il est présenté comme   Senior Fellow for the Brunel Centre for Intelligence and Security Studies Former Deputy Chief of Defence Intelligence, c'est-à-dire  ancien numéro deux du renseignement militaire britannique mais lors de son intervention publique il se présente comme ancien analyste du MI5, ce qui est peut-être une "couverture" pour recruter les étudiants en réalité pour le Defense Intelligence Staff, service peu connu du grand public qui, en 2010, à changer de nom pour Defence Intelligence.